# Bernhard Scheinpflug
Bernhard Scheinpflug (* 5. Januar 1811 in Bruch, Nordböhmen; † 2. März 1882 in Prag) war ein deutscher Pädagoge und Historiker.

## Leben
Nach einem Studium der Rechtswissenschaften an der Karls-Universität Prag und Studien bei dem Sprachwissenschafter Josef Jungmann und dem Pädagogen Johann Jungmann (1799–1872) unterrichtete Bernhard Scheinflug im Jahre 1836 Italienisch am Collegium Bernardinum in Prag und war Erzieher und Privatlehrer. Im Jahre 1847 erhielt er einen Lehrauftrag für Italienisch und Französisch am Prager Konservatorium und war nach dem Jahr 1851 Professor an der k.k. staatlichen Realschule in Prag.

## Wirken
Scheinflug schrieb Lehrbücher, die in Österreich-Ungarn mit Einsetzen der allgemeinen Schulpflicht zur Pflichtlektüre wurden. Er veröffentlichte Forschungsübersichten zur Geschichte der Länder Österreich und Böhmen, dem, seiner Geburtsstadt Bruch benachbarten Kloster Ossegg, der Stadt Bilin mit der Burg Hrobschitz und dem Adelsgeschlecht Hrobschitz, dem Kloster Plasy (Plaß) und der Burg Kraschau (Krassow, Hrad Krasov) bei Plaß in Westböhmen, im Jahre 1597 von Hieronymus Hrobschitzky von Hrobschitz († 1603) gekauft.
Bernhard Scheinpflug war Mitglied des Vereins für die Geschichte der Deutschen in Böhmen.

## Veröffentlichungen
- Das Wichtigste aus der Mythologie der Griechen und Römer zum Gebrauch für Realschulen und Gymnasien, 1853.
- Deutsches Lesebuch für die oberen Klassen der Mittelschulen, 3 Bände, 1853.
- Erzählungen aus der Geschichte Österreichs für den Bildungskreis der Unterrealschule. 1856 und 1866.
- Erzählungen aus der Geschichte Österreichs. Ein historisches Hilfs- und Lesebuch zur Belehrung und Unterhaltung der Jugend, Ehrlich Prag, 1857.
- Geschichte Böhmens in einer Reihe zusammenhängender Erzählungen, Domenicus Prag, 1858.
- Gründung des Zisterzienserstiftes Ossegg, Prag 1859.
- Der deutsche Satzbau in Regeln, Beispielen und Übungsstücken, 1860.
- Grundzüge der deutschen Metrik, 1860.
- Die Dichtungsarten in der Literatur. Für den Schulunterricht, Domenikus Prag, 1863 und 1864.
- Kleine Landeskunde von Böhmen für den Schul- und Privatunterricht. 1864.
- Ausbreitung des Zisterzienser-Ordens und dessen Einfluss auf die Kulturverhältnisse in Böhmen, Prag 1864.
- Kurze Literaturgeschichte der Deutschen für den ersten Unterricht, Domenicus Prag, 1865.
- Die Urkunden im Kloster-Archiv zu Ossegg, in: Mitteilungen des Vereins für Geschichte der Deutschen in Böhmen, 7, 1869, Seite 185 bis 196; 8, 1870, Seite 34 bis 43.
- Das St. Bernards-Collegium in Prag. Ein Beitrag zur Geschichte Prags und seiner Bildungsanstalten, zumeist nach Urkunden bearbeitet, Prag 1875.
- Materialien zu einer Geschichte von Plaß und seiner Umgebung, in: Mitteilungen des Vereins für Geschichte der Deutschen in Böhmen, Jahrgang 12, 1874 Seite 54 bis 78, 177 bis 187 und 254 bis 272; ebenda JKahrgang 13, 1875 Seite 51 bis 84; ebenda Jahrgang 14, 1876 Seite 94 bis 125 und ebenda Jahrgang 15, 1877 Seite 138 bis 148.
- Beiträge zur Geschichte Kraschau aus der Zeit der Feudalherrschaft, In: Mitteilungen des Vereins für Geschichte der Deutschen in Böhmen, Jahrgang 16, 1878 Seite 416 bis 320.
- Studien zur Geschichte von Ossegg, In: Mitteilungen des Vereins für Geschichte der Deutschen in Böhmen, 1880 Seite 241 bis 252 und ebenda 1881 Seite 56 bis 68 und 148 bis 160.
- Zur ältesten Geschichte von Bilin mit einer Stammtafel der Hrobschitz, In: Mitteilungen des Vereins für Geschichte der Deutschen in Böhmen, Jahrgang 20, 1882 Seite 228 bis 257.
- Das Zisterzienserstift Ossegg zur Zeit Joseph II. In: Mitteilungen des Vereins für Geschichte der Deutschen in Böhmen, Jahrgang 23, 1885, Seite 71 bis 85.
- Der Bergbau auf dem Dominium Ossegg und in seiner nächsten Umgebung – besonders in Klostergrab und in Riesenberg, in: Mitteilungen des Vereins für Geschichte der Deutschen in Böhmen, 15. Jahrgang, Seite 302 bis 327.
- Abt Zlauco von Ossegg, in: Mitteilungen des Vereins für Geschichte der Deutschen in Böhmen, 16. Jahrgang, Seite 74 bis 78.
- Ein Beitrag zur Geschichte des Bauernsaufstandes in Böhmen im Jahre 1680 (Gut Kraschau des Klosters Platz), in: Mitteilungen des Vereins für Geschichte der Deutschen in Böhmen, 16. Jahrgang, Seite 238 bis 242.